# Landtag Lippe
Der Landtag des Landes Lippe war die Volksvertretung des Fürstentums und Freistaates Lippe. Er hatte ständische Vorläufer in der frühen Neuzeit. Nach dem vergeblichen Ansatz 1819 hielt die Verfassung von 1836 weitgehend an der ständischen Struktur fest. Nach dem Erlass einer kurzen liberalen Verfassung während der Revolution von 1848/49 wurde danach der alte Zustand wiederhergestellt, ehe 1876 das Dreiklassenwahlrecht eingeführt wurde. Zur Zeit des Freistaates Lippe existierte nach der Revolution von 1918 ein demokratisch auf Basis eines allgemeinen, gleichen und geheimen Wahlrechts gewähltes Landesparlament. Nach dem Beginn der nationalsozialistischen Herrschaft wurde der Landtag im Oktober 1933 aufgelöst und nicht mehr neu gebildet. Nach dem Ende des Zweiten Weltkrieges haben die britischen Besatzungsbehörden 1946 einen ernannten Landtag eingesetzt, der bis zum Aufgehen des Landes Lippe im Land Nordrhein-Westfalen 1947 tagte.

## Landstände in der Frühen Neuzeit

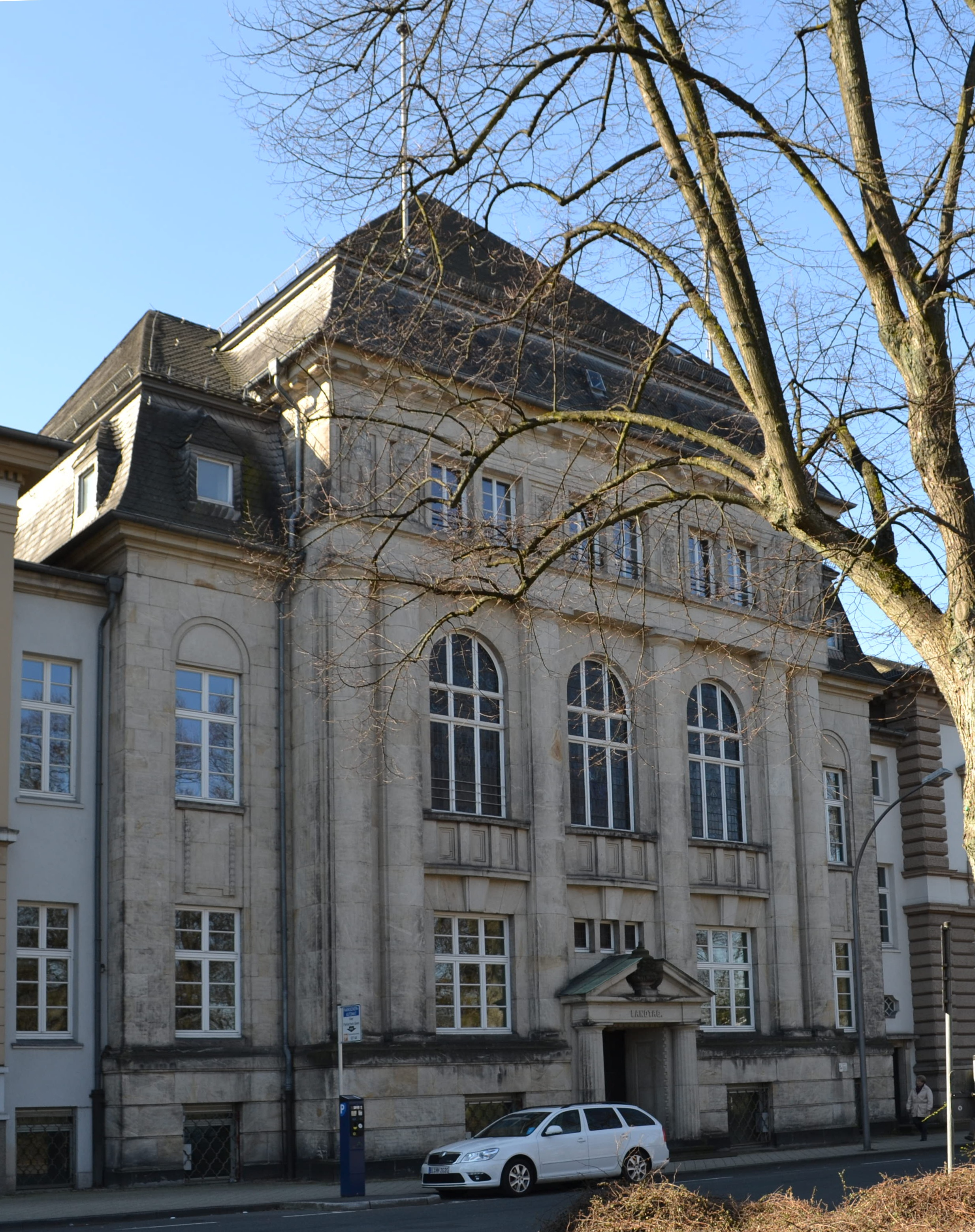
Gebäude des ehemaligen Lippischen Landtages, heute Sitz des Landgerichts Detmold

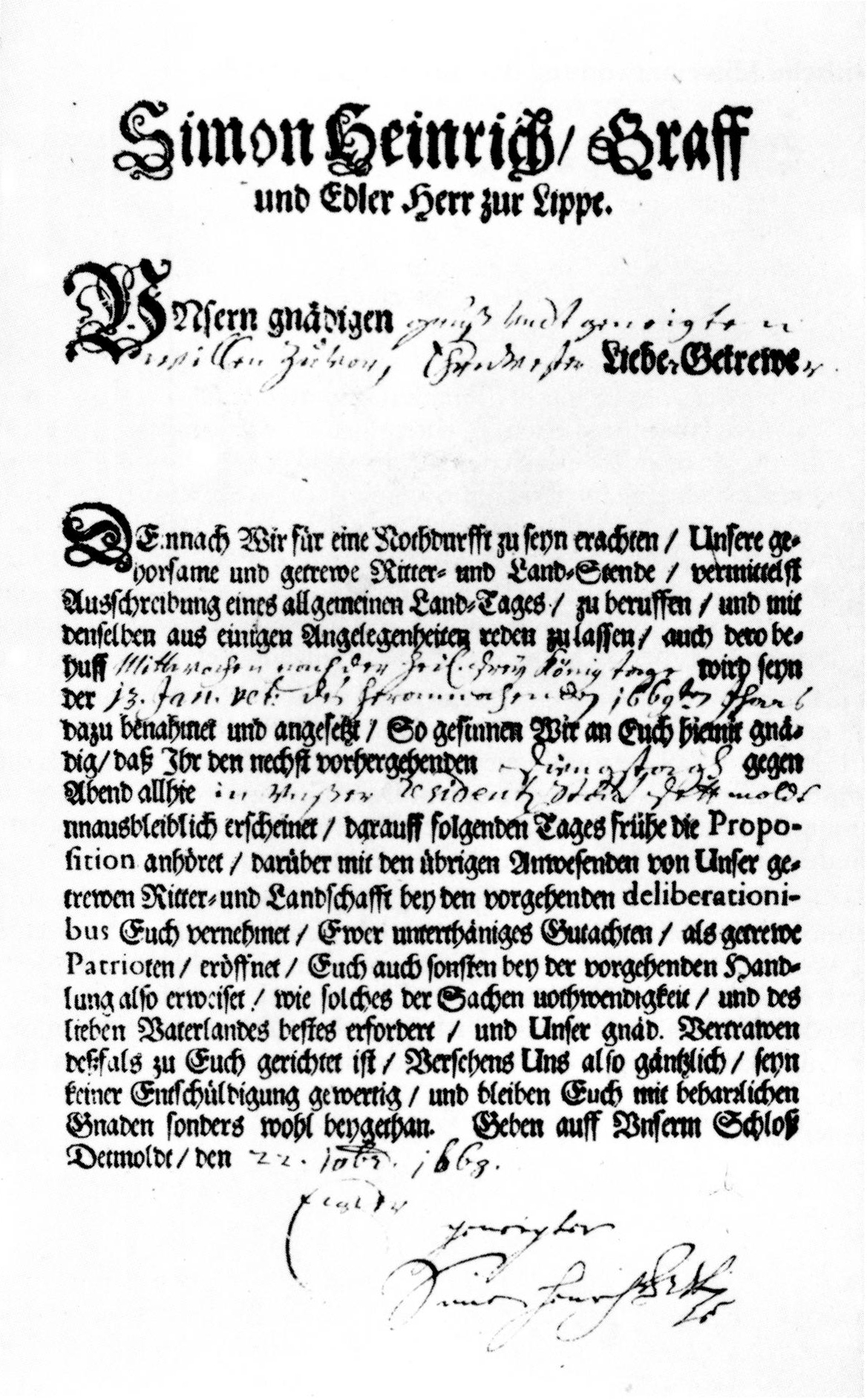
Sendeschreiben zur Einberufung eines Landtags

Erste Ansätze der landständischen Verfassung gehen auf die Zeit von Simon III. im Jahr 1368 zurück. Ausgebildet wurde diese aber erst im 16. Jahrhundert.
Die lippischen Landstände der frühen Neuzeit setzten sich aus der Kurie der Ritterschaft und der Kurie der Städte zusammen. Es gab etwa 30 landtagsfähige Rittergüter und sechs Städte. Ursprünglich war das Recht, auf dem Landtag zu erscheinen, ein persönliches Recht. Ab dem 18. Jahrhundert richtete sich die Landtagsfähigkeit nach dem Besitz eines Rittergutes und dem adligen Stand. Die Landtagsfähigkeit eines Gutes ruhte, wenn der Eigentümer bürgerlich war. Christian Gottlieb Clostermeier nennt für 1786 zusammen 31 landtagsfähige Güter, von denen bei sechs die Landtagsstimme ruht, da die Besitzer keine Adeligen waren. Dies waren:
| Rittergut                       | Eigentümer                    |
| ------------------------------- | ----------------------------- |
| Schloss Heidelbeck (Heidelbeck) | von Westphalen                |
| Gut Niederntalle (Niederntalle) | von Blomberg                  |
| Steinbeck                       | von Wreden                    |
| Ahmsen                          | von Exterde                   |
| Schöttmar                       | von Donop                     |
| Papenhausen                     | von Wendt                     |
| Entrup                          | von Donop                     |
| Ullenhausen                     | von Campen                    |
| Gut Eckendorf                   | von Borries                   |
| Gut Hovedissen (Hovedissen)     | von Borries                   |
| Gut Sylbach (Holzhausen)        | von Donop                     |
| Iggenhausen                     | von Blomberg                  |
| Wendlinghausen                  | von Kerßenbrock               |
| Wierborn                        | von Kerßenbrock               |
| Blomberg                        | von Lossberg                  |
| Maspe                           | von Friesenhausen             |
| Reelkirchen                     | von Mengersen                 |
| Hornoldendorf                   | von Hammerstein               |
| Belle                           | von Steding/von Friesenhausen |
| Wöbbel                          | von Donop                     |
| Küterbrock                      | von Dalwig                    |

Die sechs Güter mit ruhendem Stimmrecht waren: Gut Braunenbruch, Gut Herberhausen, Brake, Borkhausen, Freismissen und Gröpperhof. Nach 1786 wurden die beiden ehemaligen Amtsmeierhöfe Eckendorf und Niederbarkhausen noch durch landesherrlichen Gnadenerlass in den Kreis der landtagsfähigen Güter aufgenommen.
Diese wurde von den Grafen jährlich zu den Landtagen einberufen. Die Einberufung wurde dabei auch den Oberhäuptern der Nebenlinien angezeigt. Da die Landtage jährlich eingeladen wurden, erfolgte die Einladung mit einem Formular, in das nur noch Ort und Zeit manuell eingetragen wurde. Mit diesen wurden auch über die Beratungsgegenstände und den Gutachten der Stände beraten.
Das zentrale Element war die Bewilligung der Steuern. Daneben konnten auch allgemeine Landesangelegenheiten beraten werden. Darüber hinaus waren die Stände am Rechtswesen beteiligt. Strittig war welche Rechte die Stände bei der allgemeinen Gesetzgebung hatte. Während die Stände selbst eine Mitbestimmung beanspruchten, wurden ihnen von den Landesherren nur eine beratende Stimme zugestanden.
Jede Kurie wählte aus ihrer Mitte zwei Deputierte für die laufenden Geschäfte zwischen den Landtagen und für Entscheidungen in dringenden Fragen. Diese Deputierten wurden Landräte genannt.
Ein beiden Kurien verpflichteter Amtsträger war der Syndikus. Eine ständische Landkassenadministrationskommission war für die Verwaltung der Landeskasse zuständig.
Seitdem das Land dem Rheinbund beigetreten war, wurden keine Sitzungen der Landstände mehr einberufen. Nach der Gründung des Deutschen Bundes verlangten die Landstände zunächst die Wiederherstellung der alten Rechte. Dazu richteten sie 1817 eine Beschwerde an die Bundesversammlung. Diese setzte 1818 eine Vermittlungskommission ein.

## Entwicklung im 19. Jahrhundert

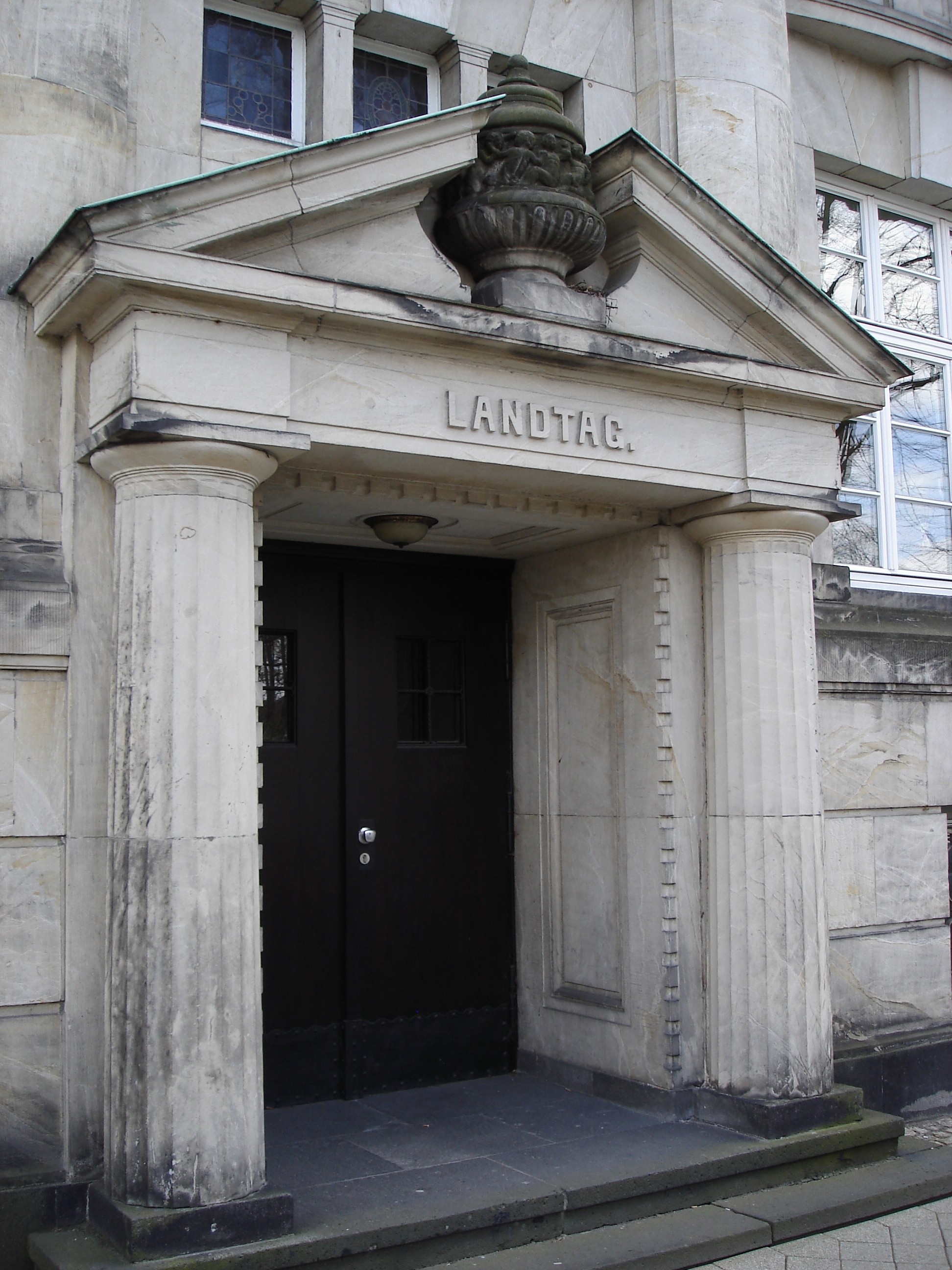
Der Landtag Lippe: Haupteingang

Fürstin Pauline, die in Vertretung ihres Sohnes zwischen 1802 und 1820 die Regierungsgeschäfte führte, hat eine innere Reformpolitik verfolgt. Zu dieser gehörte die Bauernbefreiung von 1808 und nach Forderungen aus der Bevölkerung den Erlass einer landständischen Verfassung. Nach dieser wurden die alten Stände der Ritterschaft und der Städte durch einen Landtag aller Einwohner ersetzt. Die 1819 verkündete Verfassung scheiterte allerdings am Widerstand der bisherigen Stände aber auch der Reaktionspolitik im Deutschen Bund.
Daher kam es erst 1836 zur Einführung einer Verfassung und der Entstehung eines Landtages. Neben den Ständen der Städte und der Ritterschaft, traten nun auch Vertreter der erblichen Gutsbesitzer sofern diese nicht zur Ritterschaft gehörten. Die Ritterschaft wählte aus ihren Reihen fünf adelige und zwei bürgerliche Abgeordnete. Diese bildeten eine eigene Kurie. Die Bewohner der Städte und des platten Landes bestimmten durch Wahlmänner jeweils sieben Abgeordnete. Abgeordnete der Städte und des platten Landes bildeten zusammen eine Kurie. Damit bewegte sich die Verfassung im Rahmen der ständischen Tradition.
Im Zuge der Revolution von 1848/49 kam es zu einer Liberalisierung. Aber der vorrevolutionäre Zustand wurde 1853 durch Fürst Leopold III. wiederhergestellt. Erst 1867 erhielten die Landstände durch Gesetz das Mitwirkungsrecht an der Gesetzgebung. Im Jahr 1876 wurde das Dreiklassenwahlrecht eingeführt. Dieses galt bis zur Revolution von 1918.

## Freistaat Lippe

### Rechte
Nach der Verfassung des Freistaates Lippe von 1920 wurde der Landtag für vier Jahre gewählt und bestand aus 21 Abgeordneten. Das aktive Wahlrechte hatten alle Einwohner ab dem zwanzigsten Lebensjahr, das passive Wahlrecht alle Einwohner ab dem 25. Lebensjahr. Er beschloss die Gesetze und überwachte die Verwaltung. Die Abgeordneten hatten das Recht Untersuchungsausschüsse einzurichten, sofern dem mindestens ein Drittel der Landtagsabgeordneten zustimmten. Vorzeitig aufgelöst konnte der Landtag durch einen erfolgreichen Volksentscheid werden. Das Landespräsidium als Regierung des Freistaates war abhängig vom Vertrauen des Landtages. Mit der Mehrheit der Abgeordneten konnte dieser der Regierung das Vertrauen entziehen. Außerdem hatte er das Recht Mitglieder des Landespräsidiums vor dem Staatsgerichtshof des Deutschen Reiches anzuklagen. Mit der Mehrheit der Abgeordneten konnte der Landtag auch die Verfassung ändern.

### Politische Entwicklung
Bei den ersten Wahlen zu einem neuen Landtag erreichte die MSPD am 26. Januar 1919 die absolute Mehrheit. Daraufhin wählte der Landtag Clemens Becker zum Ministerpräsidenten, der einer Koalition aus SPD und DDP vorstand. Im Dezember 1920 kam es zur Bildung einer neuen Regierung unter Heinrich Drake. Neben den bisherigen Partnern kam noch die DVP hinzu.
Die Landtagswahlen vom 23. Januar 1921 führten zu massiven Verlusten der SPD (- 17,5 %), während die DVP erheblich zulegen konnte (+ 11,9 %). Gleichwohl wählte der Landtag erneut eine Koalition aus DDP, DVP und SPD unter Drake. Die DVP hat die Regierung jedoch bald verlassen, so dass sich Drake ab Juni des Jahres im Landtag nur noch auf SPD und DDP stützen konnte.
Bei den Landtagswahlen von 1925 kam er zu keiner wesentlichen Veränderung der Stimmenverhältnisse. Drake bildete zunächst eine SPD-Minderheitsregierung, die kurze Zeit später um kleinere Parteien erweitert wurde, ehe es 1926 erneut zu einer Koalition aus SPD, DDP und DVP kam.
Bei den Landtagswahlen von 1929 konnte die SPD Stimmenanteile (+4,6 %) dazugewinnen, während die DNVP insbesondere als Folge der Kandidatur des Landvolks die Hälfte der Sitze im Landtag einbüßte. Drake bildete eine Koalition aus SPD, DDP und einem kleinen weiteren Partner.
Die Rechtsparteien versuchten im Oktober des Jahres mit Hilfe eines Volksbegehrens erstmals vergeblich den Landtag aufzulösen. Im März 1931 kam es erneut zu einem Volksbegehren zur Landtagsauflösung, an dem sich auch die NSDAP beteiligte. Das Verfahren scheiterte an der Volksabstimmung.
Im Vorfeld der Landtagswahlen vom 15. Januar 1933 hatte die NSDAP in massiver Weise Propaganda gemacht. Obwohl sie mit einem Stimmenanteil von fast 40 % hinter das Ergebnis der Reichstagswahlen vom Juli 1932 zurückfiel, stärkte es doch das politische Gewicht der Partei auf Reichsebene. Ministerpräsident einer NSDAP-Regierung wurde Ernst Krappe.
Im Zuge der Gleichschaltung der Länder mit dem Reich wurde der Landtag auf Basis der Ergebnisse der Reichstagswahl vom 5. März 1933 Anfang April 1933 neu gebildet. Rechtsgrundlage war das Gleichschaltungsgesetz in Verbindung mit dem lippischen Ausführungsgesetz hierzu vom 3. April 1933. Der Landtag wird durch dieses Gesetz auf 17 Mitglieder verkleinert. Hiervon entfallen 10 auf die NSDAP, 5 auf die SPD und je einer auf DNVP und KPD. Aufgrund des Verbotes der KPD entfiel dessen Sitz. An der konstituierenden Sitzung konnte zum letzten Mal ein Abgeordneter der SPD teilnehmen. Danach wurde den SPD-Abgeordneten der Zutritt zum Landtag verweigert, bis die SPD am 22. Juni 1933 im Reich und am 23. Juni 1933 in Lippe verboten wurde. Im Juni wurde für das Land Lippe ein Ermächtigungsgesetz gebildet und der Landtag im Oktober aufgelöst.
| Sitzverteilung 1919Insgesamt 21 Sitze - SPD: 11 - DDP: 4 - DVP: 1 - DNVP: 5            | Sitzverteilung 1921Insgesamt 21 Sitze - SPD: 8 - Sonst.: 2 - DDP: 2 - DVP: 4 - DNVP: 5         | Sitzverteilung 1925Insgesamt 21 Sitze - SPD: 8 - Sonst.: 3 - DDP: 1 - DVP: 3 - DNVP: 6 |
| Sitzverteilung 1929Insgesamt 21 Sitze - SPD: 9 - Sonst.: 5 - DDP: 1 - DVP: 3 - DNVP: 3 | Sitzverteilung 1933Insgesamt 21 Sitze - KPD: 2 - SPD: 7 - EVD: 1 - DVP: 1 - DNVP: 1 - NSDAP: 9 |                                                                                        |

## Nachkriegszeit
Nach dem Zweiten Weltkrieg hat die britische Militärregierung Heinrich Drake als Landespräsident eingesetzt. Drake fungierte gleichzeitig als Landespräsident des Landes Schaumburg-Lippe. Im April 1945 wurde Lippe von der britischen Besatzungsmacht als erstes deutsches Land der Nachkriegszeit wieder errichtet. Ein auf Landespräsident Heinrich Drakes Vorschlag durch die Briten ernannter 12-köpfiger Landesrat tagte vom 16. August 1945 bis April 1946 10-mal und hatte vor allem beratende Funktion. Wie in anderen Ländern auch kam es zur Bildung eines ernannten Landtages. Der ernannte lippische Landtag tagte elf Mal. Ursprünglich war von den Briten die Bildung eines gemeinsamen lippisch-schaumburg-lippischen Landtages vorgesehen. Der ernannte lippische Landtag konstituierte sich am 9. Mai 1946 und umfasste inklusive Drake 31 Mitglieder. Er erarbeitete 1946 eine Verfassungsentwurf für das Land Lippe, der der britischen Militärregierung vorgelegt wurde. Angesichts der bereits begonnenen Verhandlungen über eine Beitritt zu Niedersachsen oder Nordrhein-Westfalen und der damit in Aussicht stehenden Auflösung der Staatlichkeit Lippes, bestätigten die Briten den Entwurf nur vorläufig, d. h. nicht endgültig, so dass die neue Verfassung keine Wirksamkeit erlangen konnte. Kurze Zeit später beschloss die britische Regierung die Bildung des Landes Nordrhein-Westfalen zunächst noch ohne Lippe. Am 21. Januar 1947 hat sich Lippe dem Land Nordrhein-Westfalen angeschlossen, nachdem in den Lippischen Punktationen vom 5. Dezember 1946 Bedingungen und großzügige Sonderregelungen für die Lipper zum Beitritt festgelegt worden waren. Damit endete auch die Geschichte des Landtages. Die letzte feierliche Sitzung fand unter Beteiligung der britischen Vertreter am 21. Januar 1947 statt. Vier lippische Abgeordnete zogen als Vertreter Lippes in den Ernannten Landtag Nordrhein-Westfalens ein.

## Landtagsgebäude

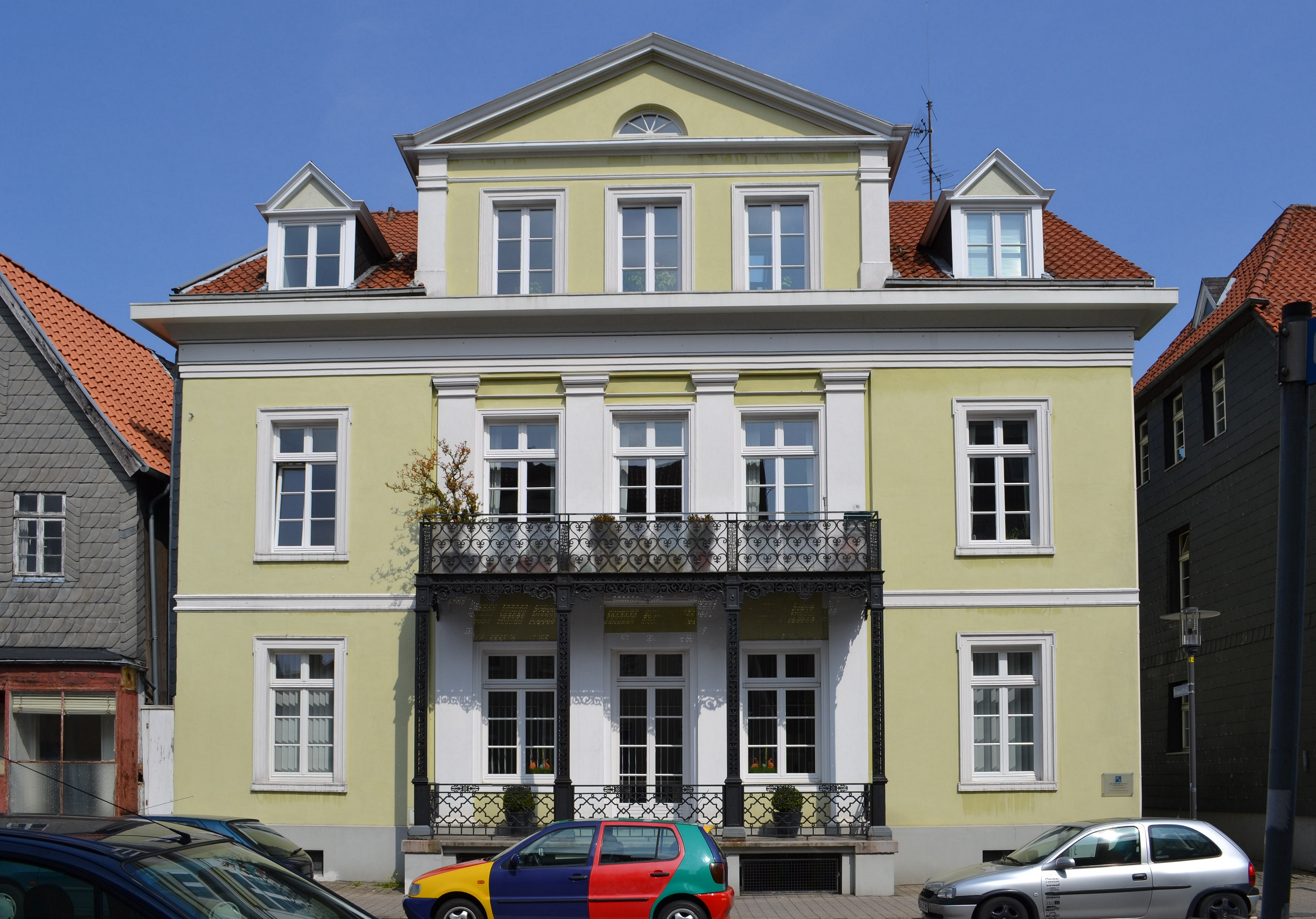
Landtagsgebäude in der Grabenstraße

Der Landtag tagte zuletzt im in der Regentschaft Leopolds IV. im Jahre 1911 fertiggestellten Landtags- und Regierungsgebäude am Kaiser-Wilhelm-Platz in Detmold. Der Teil des Gebäudekomplexes hin zur Paulinenstraße/Heinrich-Drake-Straße war einst das Gebäude des Landtags.
Der Landtag ist ein palastartiger Werksteinbau in barockem Reformstil (Neubarock) mit Mansarddach. Die Hauptfassade zur Heinrich-Drake-Straße wird durch sechs Risalite gegliedert. Der Eingang an der Hauptfassade wird durch einen kleinen, auf zwei Säulen ruhenden Portikus herausgehoben. Sein Dreiecksgiebel ist gesprengt und durch eine Steinskulptur etwa in Form einer Nikosthenischn Pyxis mit umlaufenden Puttenfiguren verziert. Der Eingang zur Drake-Straße ist bis heute mit dem als Relief ausgeführten Schriftzug „Landtag“ überschrieben. Im Gebäudeteil des ehemaligen lippischen Landtags ist heute das Landgericht Detmold beheimatet.
Im direkt angrenzende Teil des Gebäudekomplexes war bis 1947 die ehemalige Landesregierung und später auch zunächst die Regierung des Regierungsbezirks Detmold untergebracht. Heute ist dieser Teil das Amtsgebäude des Amtsgerichts Detmold.
Vor Errichtung des Prachtbaus an der Paulinenstraße tagte der Landtag in der Grabenstraße Nr. 12, einem Putzbau von um 1830, mit Pilastergliederung und eisernem Balkon. Er wurde in der zweiten Hälfte des 19. Jahrhunderts Sitz des Lippischen Landtages.